# Wysoczanka
Wysoczanka (ukr. Височанка) – wieś na Ukrainie, w  obwodzie iwanofrankiwskim, w rejonie halickim. 
W II Rzeczypospolitej wieś w powiecie stanisławowskim województwa stanisławowskiego.
W lipcu 1944 nacjonaliści ukraińscy z OUN-UPA zamordowali tutaj 20 Polaków, paląc i grabiąc ich gospodarstwa.